# Aeroportul Julia Creek
Aeroportul Julia Creek (IATA: JCK, ICAO: YJLC) este un aeroport din Queensland, Australia.
Situat la o altitudine de 126 m, aeroportul dispune de o singură pistă. Este operat de Shire of McKinlay⁠(d).